# Oddmund Andersen
Oddmund Andersen (né le 21 décembre 1915 en Norvège et mort le 23 novembre 1999) est un footballeur norvégien, qui jouait au poste de défenseur.

## Biographie
C'est dans le club norvégien du Mjøndalen IF qu'Andersen évolue lorsqu'il est sélectionné avec l'équipe de Norvège pour participer à la coupe du monde 1938 qui se joue en France.